# Richard Hülsenbeck
Carl Wilhelm Richard Hülsenbeck (también conocido como Charles R. Hulbeck) (Frankenau, Hesse-Nassau, 23 de abril de 1892-30 de abril de 1974) fue un escritor, poeta y psicoanalista alemán, vinculado a la formación del movimiento dadaísta.

## Biografía y trayectoria

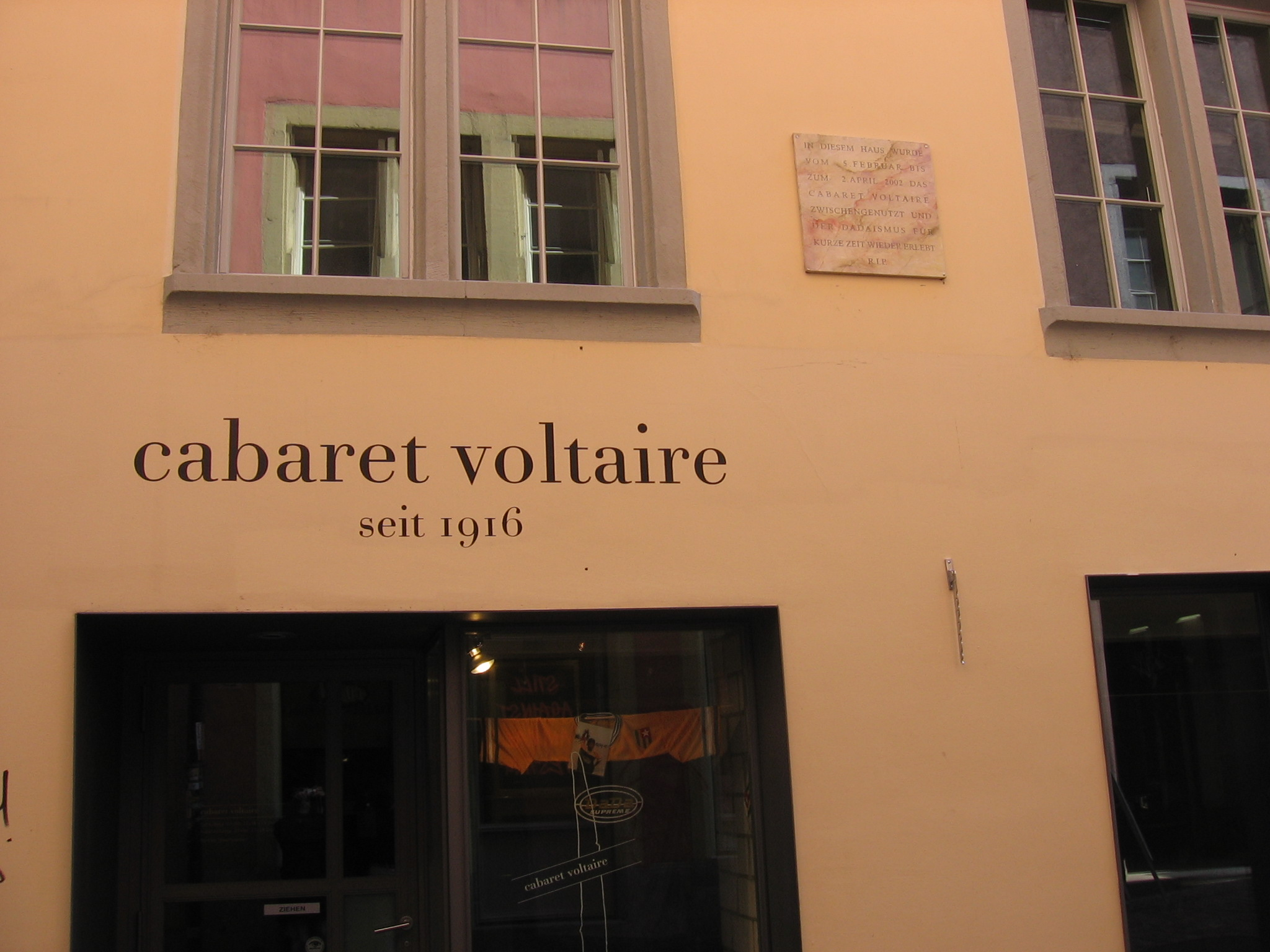
Cabaret Voltaire, fundado en Zúrich con fines artísticos y políticos en 1916.

Hülsenbeck era hijo del farmacéutico del pueblo. Creció en Dortmund y Bochum a partir de 1894. En la biblioteca de su abuelo, el topógrafo Christian Fink, leyó libros sobre los viajes de James Cook, Marco Polo, Plutarco, Dante y Petrarca. Al principio, Hülsenbeck quedó muy impresionado por Heinrich Heine. Su obra le inspiró para convertirse en escritor. Estudió medicina, filosofía, literatura alemana e historia del arte en París, Zúrich, Berlín, Greifswald, Münster y Múnich. Vivió en Berlín a partir de 1914. En 1916, en plena Primera Guerra Mundial, salió del país como objetor de conciencia y emigró a Zúrich (Suiza), donde se unió al Cabaret Voltaire. En enero de 1917 se trasladó a Berlín, llevando consigo las ideas y técnicas que le habían ayudado a fundar el grupo Dadá berlinés. "Hacer literatura con una pistola en la mano fue durante un tiempo mi sueño", escribió en 1920.
Hülsenbeck fue editor del Dada Almanach y escribió Dada siegt, En Avant Dada y otras obras dadaístas. La autobiografía de Hülsenbeck, Memoirs of a Dada Drummer, relata detalladamente sus interacciones con muchas figuras clave del movimiento.
Las ideas de Hülsenbeck encajaban con la política de izquierdas de la época en Berlín. Por muy idealistas que fueran Hülsenbeck y sus compañeros, su desafío Dadá es bolchevismo alemán tuvo desafortunadas repercusiones más tarde, cuando los nacionalsocialistas denunciaron todos los aspectos del arte moderno como „Kunstbolschewismus“. A partir de 1933, Hülsenbeck fue investigado en repetidas ocasiones por las autoridades nazis. Se le prohibió escribir, así que en 1936 emigró a Nueva York con su esposa Beate Wolff, de soltera Löchelt, su hijo Thomas y su hijastra, "medio judía" según la definición nacionalsocialista. Cambió su nombre por el de Charles R. Hulbeck y ejerció la medicina y el psicoanálisis en la Clínica Karen Horney de Long Island, Nueva York. 
Cuando resurgió el interés por el movimiento dadaísta tras la Segunda Guerra Mundial, volvió a publicar escritos sobre el dadaísmo, en los que relacionaba el dadaísmo con el existencialismo. En 1958 visitó Frankenau, su ciudad natal, por primera vez tras su exilio, y escribió un artículo sobre esta visita para el FAZ. En 1959, se colocó una placa conmemorativa en la casa donde nació en Frankenau para recordar su primera visita.
Desde 1967 era miembro de la Academia Alemana de la Lengua y la Poesía. Regresó a Europa en 1970 y vivió en Tesino (Suiza) hasta su muerte. En la documenta 8 de Kassel, en 1987, se interpretaron grabaciones de Richard Hülsenbeck como parte de la Arqueología del Arte Acústico 2: Música Dadá, como contribución oficial a la exposición.
Hasta el final de su vida, Hülsenbeck insistió en que "Dadá sigue existiendo", aunque los otros fundadores del movimiento no estuvieran de acuerdo.
Hülsenbeck está enterrado en el cementerio Südwestfriedhof de Dortmund.